# PEX19
PEX19 (англ. Peroxisomal biogenesis factor 19) – білок, який кодується однойменним геном, розташованим у людей на короткому плечі 1-ї хромосоми.  Довжина поліпептидного ланцюга білка становить 299 амінокислот, а молекулярна маса — 32 807.
| 10         |  | 20         |  | 30         |  | 40         |  | 50         |
| ---------- |  | ---------- |  | ---------- |  | ---------- |  | ---------- |
| MAAAEEGCSV |  | GAEADRELEE |  | LLESALDDFD |  | KAKPSPAPPS |  | TTTAPDASGP |
| QKRSPGDTAK |  | DALFASQEKF |  | FQELFDSELA |  | SQATAEFEKA |  | MKELAEEEPH |
| LVEQFQKLSE |  | AAGRVGSDMT |  | SQQEFTSCLK |  | ETLSGLAKNA |  | TDLQNSSMSE |
| EELTKAMEGL |  | GMDEGDGEGN |  | ILPIMQSIMQ |  | NLLSKDVLYP |  | SLKEITEKYP |
| EWLQSHRESL |  | PPEQFEKYQE |  | QHSVMCKICE |  | QFEAETPTDS |  | ETTQKARFEM |
| VLDLMQQLQD |  | LGHPPKELAG |  | EMPPGLNFDL |  | DALNLSGPPG |  | ASGEQCLIM  |

A: Аланін

C: Цистеїн

D: Аспарагінова кислота

E: Глутамінова кислота

F: Фенілаланін

G: Гліцин

H: Гістидин

I: Ізолейцин

K: Лізин

L: Лейцин

M: Метіонін

N: Аспарагін

P: Пролін

Q: Глутамін

R: Аргінін

S: Серин

T: Треонін

V: Валін

W: Триптофан

Кодований геном білок за функцією належить до фосфопротеїнів. 
Локалізований у цитоплазмі, мембрані, пероксисомах.